# Skarsterlân
Skarsterlân er en tidligere kommune i provinsen Frisland i Nederlandene. Kommunens samlede areal udgør 216,89 km2 (hvoraf 30,48 km2 er vand) og indbyggertallet er på 27.095 indbyggere (2005).